# DMeOB
DMeOB é um fármaco usado em pesquisas científicas que atua como modulador alostérico negativo no subtipo mGluR5 do receptor metabotrópico de glutamato.